# Hans Dronning
Hans Dronning (originaltitel Three Weeks) er en amerikansk stumfilm fra 1924 instrueret af Alan Crosland.

## Medvirkende
- Aileen Pringle
- Conrad Nagel som Paul Verdayne
- John St. Polis
- H. Reeves-Smith som Sir Charles Verdayne
- Stuart Holmes som Petrovich
- Mitchell Lewis som Vassili
- Robert Cain som Verchoff
- Nigel De Brulier som Dimitri